# Stade Roland Garros
Stade de Roland Garros er et tennisstadion beliggende i 16. arrondissement i Paris i Frankrig. Det anvendes til Grand Slam-turneringen French Open, der spilles hvert år i maj og juni. Stadionet har navn efter Roland Garros, en fransk jagerpilot under 1. verdenskrig, der den 23. september 1913 som den første fløj over Middelhavet.
Stadionet har 20 baner samt et tennismuseum. Hovedbanen er Court Philippe Chatrier, der blev opført i 1928. Den har plads til 14.840 tilskuere og er opkaldt efter Philippe Chatrier, som var formand for det franske tennisforbund i perioden 1973-93 og som medvirkede til at genindføre tennis på OL-programmet ved sommer-OL 1988. Tribunerne er opkaldt efter de fire musketerer, der dominerede tennis i 1920'erne og 1930'erne: Jacques Brugnon, Jean Borotra, Henri Cochet og René Lacoste. Den næststørste bane er Court Suzanne Lenglen, der blev opført i 1994 og har plads til 10.068 publikummer. Den blev dog først opkaldt efter Suzanne Lenglen i 1997. En statue af Lenglen er opført uden for banen.
48°50′47″N 2°14′58″Ø / 48.84628°N 2.24937°Ø